# Hans Helmhart Auer von Herrenkirchen
Hans Helmhart Auer von Herrenkirchen (* 18. Februar 1877 in Genf; † 12. Oktober 1960 in Berlin) war ein deutscher Volkswirt und Hochschullehrer.

## Leben
Auer machte Abitur in Dessau, wo sein Vater Amal Ferdinand Hofmarschall beim Herzog von Anhalt war. Seine Mutter Antonie Duval stammte aus Genf. Auer erhielt eine Offiziersausbildung und studierte ab 1905 Rechts- und Staatswissenschaften, zunächst in Berlin und Kiel. 1911 wurde er von der Universität Freiburg zum Doktor der Staatswissenschaften promoviert. Forschungsaufenthalte führten ihn nach England, Italien und Skandinavien. Praktische Tätigkeiten übte er in den Statistischen Ämtern der Städte Frankfurt/Main und Neukölln aus. 1917 übernahm Auer das Archiv des Verbandes der öffentlichen Lebensversicherungsanstalten. Im Januar 1918 wurde er zunächst nebenamtlicher Dozent an der Fürst Leopold-Akademie für Verwaltungswissenschaften in Detmold und im Februar 1919 dort zum Professor für Volkswirtschaft, Statistik und Sozialversicherung ernannt. Im Mai 1920 wurde er in Detmold zum Rektor gewählt und baute die Akademie in eine wirtschaftswissenschaftlich profilierte Hochschule um. 1921 wurden die ersten Absolventen mit dem Grad eines Diplom-Volkswirtes verabschiedet. 1923 erhielt die Hochschule das Promotionsrecht, stieß damit aber auf  den Widerstand der Universitäten. Nach Schließung der Detmolder Hochschule ging Auer 1926 als Leiter des Statistischen Büros der Stadt nach Breslau.

## Zeitzeuge der Revolution 1918/19
Im Winter 1918/19 befand sich Auer in Berlin. In einem Brief an die Hochschule in Detmold vom 26. Dezember 1918 schildert er eine wenig bekannte Episode aus der Zeit der Weihnachtskämpfe im Dezember 1918 und zum Verhalten des Berliner Polizeipräsidenten Eichhorn:

„Die Vorgänge in Berlin am 24. [Dezember 1918] sind niederdrückend; die Zeitungsberichte sind durchweg sehr ungenau; ich habe genaue Einzelheiten von einem früheren Regimentskameraden, der jetzt Kommandeur eines der Schützen-Regimenter ist und hier in Z. [Zehlendorf] im Quartier liegt, erhalten. Da er den strengen Befehl hatte, nicht auf die andrängende Menge schießen zu lassen, ist er mit seinem Stabe und seinen sämtlichen Leuten gefangen genommen worden und dann bei der Abführung von dem Mob (Weiber mit Revolvern, Straßenkehrern usw.) in nicht wiederzugebender Weise insultiert und tätlich angegriffen worden; seinen Mitgefangenen ist es ebenso ergangen. Diese Scenen wurden noch in besonders übler Weise im Polizei-Präsidium fortgesetzt und erst den Bemühungen des Präsidenten Eichhorn gelang es, die Gefangenen auf Hintertreppen in Sicherheit zu bringen.“

## Werke
- Das Finanzwesen der Stadt Freiburg i. B. von 1648 bis 1806, Karlsruhe 1910
- Zur Schließung der Detmolder Hochschule, in: Deutsche Akademische Rundschau 1925, S. 1
- Aktive und passive Verbundenheit der Stadt Breslau mit der deutschen Volkswirtschaft, Breslau 1928